# 646684 Boaca
646684 Boaca este o planetă minoră (asteroid) din Inner Main Belt⁠(d). A fost descoperită pe 24 iunie 2014 la  de . 
Obiectul prezintă o orbită caracterizată de o semiaxă mare de 1,9757006295299 UAi, o excentricitate de 0,030874263641234, o înclinație de 24,261175587385 ° în raport cu ecliptica.